# Taux de couverture de la dette
 (août 2018).
Si vous disposez d'ouvrages ou d'articles de référence ou si vous connaissez des sites web de qualité traitant du thème abordé ici, merci de compléter l'article en donnant les références utiles à sa vérifiabilité et en les liant à la section « Notes et références ».
Le Debt Service Coverage Ratio (DSCR), ou taux de couverture de la dette (TCD), exprime le rapport entre l'excédent brut d'exploitation et le service de la dette (intérêt, principal et, le cas échéant, annuités de crédit-bail). C'est un outil communément utilisé pour évaluer la capacité d'une personne ou d'une entreprise à générer suffisamment de marge d'exploitation pour couvrir les annuités d'emprunt ou de crédit-bail. 
Ce ratio est utilisé dans le domaine bancaire, et permet de définir un seuil minimal acceptable pour un prêteur. Plus le ratio est élevé, plus il est facile d'obtenir un financement.

## Utilisation
En finance d'entreprise et en financement de projet, le DSCR se réfère à un montant de marge d'exploitation disponible permettant de faire face aux intérêts et au remboursement du capital de la dette.
Dans le financement de particuliers, le DSCR représente un ratio utilisé par les prêteurs pour évaluer la capacité à honorer les échéances de l'emprunt.
Dans l'immobilier, le DSCR permet de mesurer si les revenus dégagés permettent de faire face à l'endettement. À la fin des années 1990 et au début des années 2000, les banques demandaient un DSCR d'au moins 120 %, mais des banques plus agressives ont accepté des ratios plus faibles. Cette pratique a contribué à déclencher la crise financière de 2007-2010. Un DSCR supérieur à 100 % signifie (en théorie, suivant les normes bancaires et les hypothèses du projet) que l'entité génère un revenu suffisant pour payer la charge de ses dettes. Un DSCR inférieur à 100 % indique qu'il n'y a pas assez de revenu pour financer les échéances de la dette.

## Calcul
En général, il est calculé de la façon suivante : 
DSCR = (Excédent Brut d'Exploitation) / (Principal + Intérêts + Annuités de crédit-bail)
Afin de calculer le DSCR d'un projet, vous devez d'abord calculer son excédent brut d'exploitation (EBE).
Dans l'immobilier par exemple, il faut prendre le revenu locatif total du bien, et déduire les frais d'exploitation ainsi que les coûts d'inoccupation. Cette base permet d'obtenir l'EBE, que l'on rapporte au service annuel de la dette (qui correspond au total du principal et des intérêts annuels des emprunts contractés sur le bien).
Si le bien obtient un DSCR inférieur à 100 %, le revenu qu'il génère ne suffit pas à faire face à l'emprunt et aux dépenses d'exploitation.
Un bien caractérisé par un DSCR de 80 % génère des recettes permettant de couvrir seulement 80 % des annuités d'emprunt.
Quoi qu'il en soit, si un bien immobilier obtient un DSCR supérieur à 100 %, il génère suffisamment de revenu pour faire face aux annuités d'emprunt. Par exemple, un bien bénéficiant d'un DSCR de 150 % génère suffisamment de revenu pour payer les annuités d'emprunt, les charges d'exploitation, et généralement dégage un revenu supérieur de 50 % à ce qui est nécessaire pour faire face à ses charges.
Un DSCR inférieur à 100 % correspond à un projet déficitaire. Par exemple, un DSCR de 95 % signifie que l'excédent brut d'exploitation couvre seulement 95 % du service annuel de la dette. Par exemple, dans le domaine du financement de particuliers, cela signifierait que l'emprunteur devra piocher dans ses fonds personnels chaque mois pour assurer le financement du projet.
En général, les bailleurs de fonds se méfient d'un projet déficitaire, mais quelques-uns l'autorisent si l'emprunteur bénéficie de revenus externes élevés.
Concrètement, la plupart des banques traditionnelles exigent un taux de 115 à 135 % sur la durée du prêt pour s'assurer que les revenus seront suffisants pour couvrir les annuités correspondantes.

## LLCR
Le LLCR (Loan Life Coverage Ratio), ou Taux de Couverture sur la Durée d'Emprunt, donne une valeur du DSCR sur la durée totale de l'emprunt.Il est calculé à partir de la valeur actualisée de la somme des EBE rapportée à la valeur actualisée des échéances du crédit, sur la seule période d'emprunt.

## PLCR
Le PLCR (Project Life Coverage Ratio), ou Taux de Couverture sur la Durée du Projet, donne une valeur du DSCR sur la durée totale du projet. Il est calculé à partir de la valeur actualisée de la somme des EBE rapportée à la valeur actualisée des échéances du crédit, sur la durée totale du projet.